# 30231 Patorojo
30231 Patorojo è un asteroide della fascia principale. Scoperto nel 2000, presenta un'orbita caratterizzata da un semiasse maggiore pari a 2,5567272 au e da un'eccentricità di 0,1969693, inclinata di 13,81701° rispetto all'eclittica.